# Saxifraga aristulata
Saxifraga aristulata är en stenbräckeväxtart som beskrevs av Joseph Dalton Hooker och Thoms.. Saxifraga aristulata ingår i Bräckesläktet som ingår i familjen stenbräckeväxter. Utöver nominatformen finns också underarten S. a. longipila.

## Bildgalleri

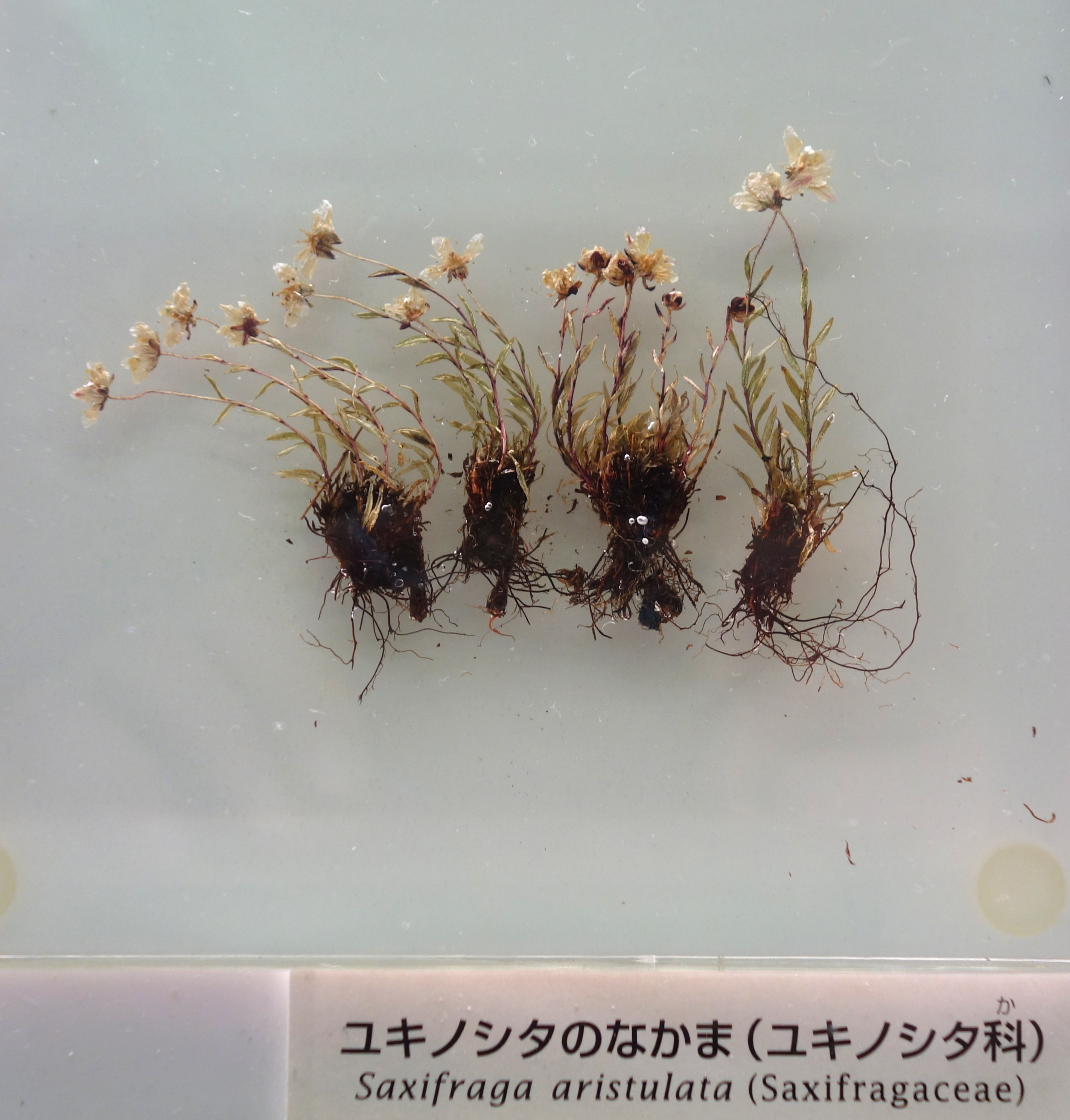